# Vrouwe met het Groene Gewaad
De Vrouwe met het Groene Gewaad (Engels: the Lady of the Green Kirtle) of de Koningin van Onderland (Engels: the Queen of Underland) is een personage uit De zilveren stoel van De Kronieken van Narnia door C.S. Lewis.
De Vrouwe zou een reïncarnatie kunnen zijn van Jadis, de Witte Heks. Een andere mogelijkheid is dat Jadis tijdens de periode waarin ze zich in het noorden schuilhield een cultus van heksen heeft gesticht, waarvan zij er een is. Net als Jadis probeert ze door misleiding, verleiding en bedrog haar zin te krijgen, maar op het moment dat dat mislukt, verliest ze haar zelfbeheersing.
De Vrouwe kan zich veranderen in een slang en heeft in die toestand de vrouw van Caspian X gedood. Daarna toont ze zich als schone jonkvrouw aan hun kind, prins Rilian, die verliefd op haar wordt, maar zij betovert hem. Haar doel is om Narnia te veroveren en van Rilian haar marionet te maken, zodat zij de macht over Narnia heeft.
Als Eustaas, Jill en Puddelglum de brug van de reuzen gepasseerd zijn, komen ze twee ruiters tegen: een zwijgende man in een harnas en een vrouw in het groen. De vrouw stelt zich voor als de Vrouwe met het Groene Gewaad en wijst de reizigers verder naar het noorden, met de boodschap dat ze voor het feestmaal van de reuzen in Harfang komen. Ze krijgen een hartelijk welkom bij de reuzen, maar helaas blijkt de boodschap op twee manieren uit te leggen. Nadat ze in de keuken een kookboek met recepten voor "mens" en "moeraswiebel" vinden kunnen ze net op tijd vluchten in een grot.
Ze komen dan in een ondergronds land, waar ze worden meegenomen door een groep Onderlanders die hen naar een sombere stad brengen. Hier worden ze ontvangen door een ridder, die zeer veel waardering toont voor de Koningin van Onderland. Die koningin blijkt dezelfde vrouw te zijn die Rilian betoverd heeft en de ridder is Rilian zelf. Als Eustaas, Jill en Puddelglum de betovering hebben verbroken probeert de Vrouwe met het Groene Gewaad hen te hypnotiseren, maar op Puddelglum heeft dat weinig effect. De Vrouwe verandert zich in een slang en probeert Rilian te doden, maar Rilian en Puddelglum verslaan de koningin en ze wordt gedood. Als de bewoners van Onderland dat horen, beschouwen ze Rilian, Puddelglum en de twee kinderen als hun vrienden.